# San Juan Lachigalla
San Juan Lachigalla là một đô thị thuộc bang Oaxaca, México. Năm 2005, dân số của đô thị này là 3363 người.